# Дефляція боргу
Дефляція боргу, боргова дефляція (англ. Debt deflation) — це теорія, згідно з якою рецесії та депресії зумовлені зростанням загального рівня боргу в реальній вартості через дефляцію, що призводить до невиконання зобов'язань за споживчими кредитами та іпотечними позиками. Банківські активи зменшуються через дефолти та падіння вартості застави, що призводить до сплеску банківських банкрутств, скорочення кредитування і, як наслідок, скорочення витрат.
Теорію дефляції боргу розробив Ірвінг Фішер після краху на Уолл-стріт 1929 року та подальшої Великої депресії. Теорія дефляції боргу була знайома Джону Мейнарду Кейнсу ще до її обговорення Фішером, але він вважав її недосконалою в порівнянні з тим, що згодом стане його теорією переваги ліквідності. Однак, з 1980-х років ця теорія знову стала предметом інтересу як у мейнстрімній економічній науці, так і в неортодоксальній школі посткейнсіанської економіки, і згодом була розроблена такими посткейнсіанськими економістами, як Хайман Мінський  та неокласичним мейнстрімним економістом Беном Бернанке .

## Формулювання Фішера (1933)
У формулюванні боргової дефляції Фішера, коли боргова бульбашка лопається, відбувається наступна послідовність подій:

Якщо припустити, що в певний момент часу існує стан надмірної заборгованості, то це, як правило, призводить до ліквідації через занепокоєння або боржників, або кредиторів, або і тих, і інших. Тоді ми можемо вивести наступний ланцюжок наслідків з дев'яти ланок:
1. Ліквідація боргу призводить до розпродажу майна, що перебуває у скрутному становищі, і до
2. скорочення грошової маси, оскільки банківські кредити виплачуються, і до уповільнення швидкості обігу. Таке скорочення грошової маси та швидкості обігу, спричинене розпродажем, призводить до
3. Падіння рівня цін, іншими словами, зростання курсу долара. Якщо припустити, як зазначалося вище, що це падіння цін не гальмується рефляцією або іншими причинами, то має відбутися
4. Ще більше падіння вартості чистих активів бізнесу, що призведе до банкрутств і
5. Подібне падіння прибутків, яке в «капіталістичному», тобто приватному, суспільстві призводить до того, що концерни, які працюють у збиток, змушені робити
6. Скорочення виробництва, торгівлі та зайнятості робочої сили. Ці втрати, банкрутства і безробіття призводять до
7. Песимізму і втрати довіри, що, в свою чергу, призводить до
8. До накопичення грошей і ще більшого сповільнення швидкості обігу.
Вищезгадані вісім змін спричиняють
9. Складні коливання процентних ставок, зокрема, падіння номінальних, або грошових, ставок і зростання реальних, або товарних, процентних ставок.

### Відмова від попередніх припущень
До своєї теорії боргової дефляції Фішер дотримувався панівної на той час і досі основної теорії загальної рівноваги. Для того, щоб застосувати її до фінансових ринків, які включають транзакції у формі боргу — отримання грошей зараз в обмін на щось у майбутньому — він зробив ще два припущення:[1].

(А) Ринок має бути очищеним — і очищеним щодо кожного інтервалу часу.
(Б) Борги повинні бути сплачені. (Фішер, 1930, с.495)

З огляду на депресію, він відкидав рівновагу і зазначав, що насправді борги можуть бути не сплачені, а натомість оголошені дефолт:
Припускати, що протягом будь-якого тривалого періоду часу змінні в економічній організації або будь-яка їх частина «залишатимуться на місці», в ідеальній рівновазі, так само абсурдно, як і припускати, що Атлантичний океан може коли-небудь бути без хвиль.
Він також відкинув ідею про те, що надмірна впевненість сама по собі, а не борги, що виникли в результаті, була важливим фактором Депресії:
Я вважаю, що надмірна самовпевненість рідко завдає великої шкоди, за винятком тих випадків, коли, як і якщо вона втягує своїх жертв у борги.
У контексті цієї цитати та розвитку його теорії і центральної ролі, яку вона відводить боргу, варто зазначити, що Фішер особисто розорився через те, що взяв на себе борг через свою надмірну самовпевненість напередодні краху, купуючи акції з маржею.
Інші теорії боргової дефляції не припускають, що борги мають бути сплачені, відзначаючи роль, яку дефолт, банкрутство та стягнення відіграють у сучасній економіці.

### Прояв інтересу мейнстрімної економіки
Спочатку роботу Фішера практично ігнорували, віддаючи перевагу праці Кейнса.
У наступні десятиліття дефляційні спіралі, спричинені боргом, час від часу згадувалися в основних засобах масової інформації, зокрема у книзі Джона Кеннета Ґелбрейта «Великий крах» 1929 року, написаній у 1954 році, а кредитний цикл час від часу називався однією з провідних причин економічних циклів у післявоєнну епоху, як-от у (Eckstein та Sinai, 1990), але приватний борг залишався відсутнім у основних макроекономічних моделях.
Джеймс Тобін посилався на Фішера як на важливу складову своєї теорії економічної нестабільності.
Теорія боргової дефляції вивчалася з 1930-х років, але здебільшого ігнорувалася неокласичними економістами, і лише нещодавно почала набувати популярності, хоча і залишається дещо на периферії в американських ЗМІ.

## Бен Бернанке (1995)
Відсутність впливу дефляції боргу Фішера на академічну економічну теорію описується таким чином Беном Бернанке у Bernanke, (1995, p. 17):
Ідея Фішера була менш впливовою в академічних колах, однак, через контраргумент, що боргова дефляція являє собою не більше, ніж перерозподіл від однієї групи (боржників) до іншої (кредиторів). Вважалося, що за відсутності неймовірно великих відмінностей у граничних схильностях до витрат між групами, чистий перерозподіл не повинен мати значних макроекономічних наслідків.
Спираючись на монетарну гіпотезу Мілтона Фрідмана та Анни Шварц, а також на гіпотезу боргової дефляції Ірвінга Фішера, Бернанке розробив альтернативне пояснення того, як фінансова криза вплинула на виробництво. Він спирається на аргумент Фішера про те, що різке падіння рівня цін і номінальних доходів призводить до збільшення реального боргового тягаря, що, в свою чергу, призводить до неплатоспроможності боржників, а отже, до зниження сукупного попиту і подальшого падіння рівня цін, що перетворюється на спіраль боргової дефляції. На думку Бернанке, невелике зниження рівня цін просто перерозподіляє багатство від боржників до кредиторів, не завдаючи шкоди економіці. Але коли дефляція сильна, падіння цін на активи разом з банкрутствами боржників призводить до зниження номінальної вартості активів на банківських балансах. Банки реагують на це посиленням умов кредитування. Це, в свою чергу, призводить до кредитної кризи, яка завдає серйозної шкоди економіці. Кредитна криза знижує інвестиції та споживання, що призводить до зменшення сукупного попиту, який додатково сприяє розкручуванню дефляційної спіралі.

## Пост-кейнсіанська інтерпретація
Боргова дефляція вивчалась і розвивалась переважно в посткейнсіанській школі.
Гіпотеза фінансової нестабільності Хаймана Мінського, розроблена в 1980-х роках, доповнює теорію Фішера, пояснюючи, як утворюються кредитні бульбашки: гіпотеза фінансової нестабільності пояснює, як утворюються бульбашки, тоді як дефляція боргу пояснює, як вони лопаються та які економічні наслідки це має. Математичні моделі дефляції боргу нещодавно були розроблені посткейнсіанським економістом Стівом Кіном .

## Рішення
Фішер бачив вирішення проблеми боргової дефляції у рефляції — поверненні рівня цін до рівня, який був до дефляції — з подальшою ціновою стабільністю, яка б розірвала «порочну спіраль» боргової дефляції. За відсутності рефляції він прогнозував кінець лише після «безглуздих і жорстоких банкрутств, безробіття і голоду», за якими послідує «нова послідовність буму-депресії»:
Якщо не з'являється якась протидіюча причина, щоб запобігти падінню рівня цін, така депресія, як у 1929-33 роках (а саме, коли чим більше боржники платять, тим більше вони винні), має тенденцію продовжуватися, заглиблюючись, по замкнутій спіралі, протягом багатьох років. Тоді немає ніякої тенденції до того, що човен перестане перекидатися, поки не перекинеться. Зрештою, звичайно, але тільки після майже повсюдного банкрутства, заборгованість повинна припинити зростати і почати зменшуватися. Потім настає відновлення і тенденція до нової послідовності буму-депресії. Це так званий «природний» вихід з депресії через безглузде і жорстоке банкрутство, безробіття і голод. З іншого боку, якщо наведений вище аналіз є правильним, завжди є економічно можливим зупинити або запобігти такій депресії, просто відобразивши рівень цін до середнього рівня, на якому непогашені борги були укладені існуючими боржниками і прийняті існуючими кредиторами, а потім утримуючи цей рівень незмінним.
Пізніші коментатори загалом не вважають, що рефляції достатньо, і пропонують переважно два рішення: полегшення боргового тягаря — зокрема, через інфляцію — та фіскальне стимулювання .
Слідом за Хайменом Мінскі дехто стверджує, що борги, взяті на себе на піку «бульбашки», просто неможливо повернути, оскільки вони базуються на припущенні зростання цін на активи, а не на стабільних цінах на активи: так звані «пакети Понци». Такі борги не можуть бути погашені в умовах стабільних цін, а тим більше в умовах дефляції, і натомість повинні бути або оголошені дефолт, або прощені, або реструктуризовані.
Широко поширене списання боргів вимагає або дій уряду, або індивідуальних переговорів між кожним боржником і кредитором, і тому є політично спірним або вимагає багато робочої сили. Категоричним методом полегшення боргового тягаря є інфляція, яка зменшує реальне боргове навантаження, оскільки борги, як правило, номінально деноміновані: якщо заробітна плата та ціни подвоюються, але борги залишаються незмінними, рівень боргу падає вдвічі. Вплив інфляції тим вираженіший, чим вищий коефіцієнт співвідношення боргу до ВВП : при коефіцієнті 50% один рік інфляції 10% зменшує коефіцієнт приблизно на {\displaystyle 50\%\times 10\%=5\%,} до 45%, тоді як при коефіцієнті 300% один рік інфляції на рівні 10% зменшує коефіцієнт приблизно на {\displaystyle 300\%\times 10\%=30\%,} до 270%. Щодо іноземної валюти, зокрема суверенного боргу, інфляція відповідає девальвації валюти . Інфляція призводить до переміщення багатства від кредиторів до боржників, оскільки кредитори не отримують стільки реальної заборгованості, скільки очікувалося, і на цій підставі це рішення критикується та є політично суперечливим.
У кейнсіанській традиції деякі припускають, що падіння сукупного попиту, спричинене зменшенням приватного боргу, може бути компенсоване, принаймні тимчасово, зростанням державного боргу – «обміняючи приватний борг на державний борг» або, більш емблематично, державною кредитною бульбашкою, яка замінює бульбашку приватного кредиту. Дійсно, деякі стверджують, що саме за цим механізмом кейнсіанська економіка фактично працює в умовах депресії – « фіскальне стимулювання » просто означає зростання державного боргу, а отже, підвищення сукупного попиту. З огляду на необхідний рівень зростання державного боргу, деякі прихильники дефляції боргу, такі як Стів Кін, песимістично ставляться до цих кейнсіанських пропозицій.
Враховуючи політичні труднощі, пов'язані з полегшенням боргового тягаря, та припущення про неефективність альтернативних варіантів дій, прихильники дефляції боргу або песимістично налаштовані щодо рішень, очікуючи тривалої, можливо, десятирічної депресії, або вважають, що полегшення приватного боргу (і пов'язане з ним полегшення державного боргу - де-факто відмова від суверенного боргу) стане результатом тривалого періоду інфляції.

## Емпіричне підтвердження та сучасний мейнстрімний інтерес

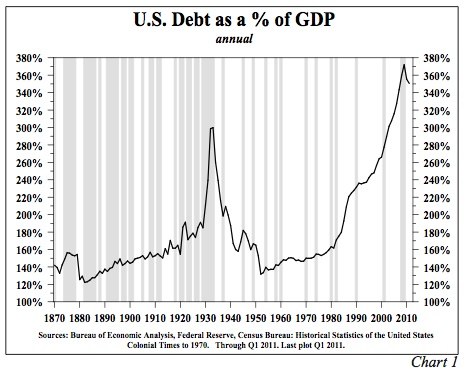

Кілька досліджень доводять, що емпірична підтримка справедливості гіпотези боргової дефляції, сформульованої Фішером та Бернанке, є значною, особливо на фоні Великої депресії. Емпірична підтримка трансмісійного механізму Бернанке в економічній активності після Другої світової війни є слабшою.
Інтерес до дефляції боргу в академічних колах відновився у 1980-х і 1990-х роках, а через фінансову кризу 2008 року і подальшу Велику рецесію інтерес до дефляції боргу ще більше зріс.
У 2008 році Діпак Лал писав: "Бернанке переконався, що другий етап фішерівської дефляції боргу не відбудеться. Але минула і теперішня влада США не змогли адекватно відновити баланси банків, фірм і домогосподарств з надмірно високим рівнем боргового навантаження". Після фінансової кризи 2008 року Джанет Єллен у своїй промові визнала внесок Мінскі в розуміння того, як виникають кредитні бульбашки, лопаються і призводять до дефляційного розпродажу активів. Вона описала, як відбувався процес зменшення боргового навантаження, в той час як споживачі скорочували свої витрати, щоб мати змогу обслуговувати борг. Так само посилаючись на Мінскі, у 2011 році Чарльз Дж. Уейлен писав: «Світова економіка нещодавно пережила класичну кризу Мінскі — кризу з переплетеними циклічними та інституційними (структурними) вимірами».
Роботи Кеннета Рогоффа та Кармен Рейнхарт, опубліковані з 2009 року  розглядають причини фінансових колапсів як у новітній час, так і протягом усієї історії, з особливим акцентом на ідеї боргових нависів.

## Зовнішні посилання
- DebtDeflation, by Steve Keen